# MV Britannia (2014)
El MV Britannia es un crucero de la clase Royal operado por P&O Cruises. Fue construido por Fincantieri en su astillero en Monfalcone, Italia.
El Britannia es el buque insignia de la flota de P&O Cruises, quitándole el honor a Oriana. Iona le reemplazó temporalmente de 2020 a 2022 mientras estaba en reparación. Entró oficialmente en servicio el 14 de marzo de 2015, y su nombre es por la reina Isabel II. Su primer capitán fue Paul Brown.
El Britannia presenta una bandera del Reino Unido de 94 metros (308 pies) en su proa, la más grande de su tipo en el mundo.